# Punt de cadeneta

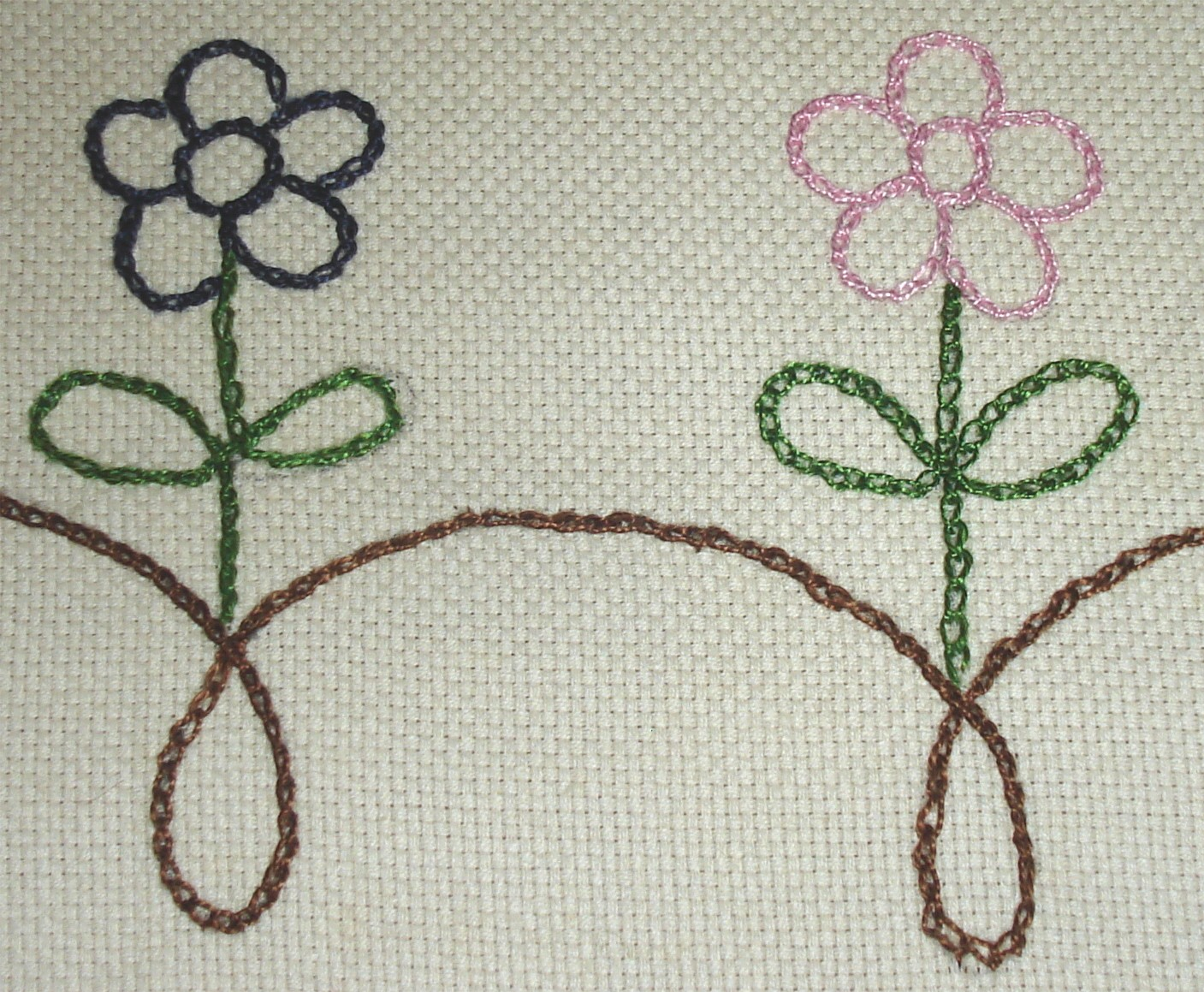
Flors als nens, brodades a punt de cadeneta.

El  punt de cadeneta  és un tipus de brodat que es treballa sobre un patró lineal prèviament traçat a la tela. Consisteix en una espècie d'anelles consecutives. S'empra en multitud de productes: estovalles, draps, records i fins i tot en la confecció de peces. Al costat del punt iugoslau, és una de les primeres lliçons als aprenents del noble art del brodat.

## Procedència
Neix paral·lelament en dues lloc sense aparent connexió, a: 
- Rússia , en l'època dels tsars, on és idèntic a l'actual, usant en roba de llar a les cases més adinerades.
- Aràbia , on és tradicional la passamaneria típica d'una gel·laba i altres vestidures.

Així i tot, es desconeix amb certesa quin és el veritable origen del punt.

## Elaboració
En primer lloc, es lliga el fil a la tela. Si es treballa sobre lli, s'aprofita l'entramat del fil i es nua sobre ell. En cas d'utilitzar un granet, el primer nus s'ha de fer a mà i passar l'agulla cap al dret del teixit. Després del primer nus, es recomana vivament lligar sobre el revés de labor ja realitzat. El punt es basa a clavar l'agulla a molt poca distància del lloc de partida i a continuació tornar l'agulla al dret deixant que quedi una anella.
En la majoria de les ocasions, es combina la cadeneta amb altres punts de realç (per exemple, bodocs) o bé amb fistons, punt de creu, i altres.

## Materials
Es recomana vivament l'ús de: 
- Una tela de fil (= lli) o semi-fil, per la seva naturalesa, encara que també el seu acabat és perfecte en tela de granit, de menor cost.
- El fil pot ser perlé, que dona un major realç i brillant, o bé  mouliné  (mat).
- Alguns ho fan amb bastidor, encara que la majoria prefereix fer-ho  al dit .

## Usos
Es pot veure amb molta facilitat en jocs de taula, cobertors de llit, bosses d'aromes, coixins, etc. Potser no sigui tan freqüent en obres de mitjana envergadura, com draps, ja que generalment es basa en motius repetitius i no convé  saturar  una tasca. Actualment, els països àrabs el van substituir per les més rendibles passamaneries mecàniques, principalment per la seva elevadíssim cost. En algunes ocasions, els brodadors limiten el seu ús a fer un simple rematada, substituint el calat, com també se sol fer amb el punt de creu, perquè té una gran facilitat i una discreció total.